# Савиха (приток Ини)
Савиха — река в Кемеровской области России. Устье реки находится в 416 км по левому берегу реки Иня. Длина реки составляет 13 км.

## Данные водного реестра
По данным государственного водного реестра России относится к Верхнеобскому бассейновому округу, водохозяйственный участок реки — Иня, речной подбассейн — бассейны притоков (Верхней) Оби до впадения Томи. Её речной бассейн — (Верхняя) Обь до впадения Иртыша.